# Marciano Vink
Pour les articles homonymes, voir Vink.
Marciano Carlos Alberto Vink (né le 17 octobre 1970 à Paramaribo au Suriname) est un joueur de football néerlandais, qui évoluait au poste de milieu de terrain. Il fait partie du Club van 100.

## Palmarès
| Ajax Amsterdam - Championnat des Pays-Bas (1) : - Champion : 1989-90. - Vice-champion : 1988-89, 1990-91 et 1991-92. - Coupe des Pays-Bas (1) : - Vainqueur : 1992-93. - Coupe UEFA (1) : - Vainqueur : 1991-92. |  | PSV Eindhoven - Championnat des Pays-Bas (1) : - Champion : 1996-97. - Vice-champion : 1995-96 et 1997-98. - Coupe des Pays-Bas (1) : - Vainqueur : 1995-96. - Finaliste : 1997-98. - Supercoupe des Pays-Bas (3) : - Vainqueur : 1996, 1997 et 1998. |